# Vassili Davidenko
Vasilij Aleksandrovič Davidenko, meglio noto come Vassili Davidenko (in russo Василий Александрович Давиденко?; Tbilisi, 17 marzo 1970), è un dirigente sportivo ed ex ciclista su strada russo con cittadinanza statunitense. Professionista dal 1993 al 2006, dal 2008 è direttore sportivo del Team Type 1/Novo Nordisk.

## Palmarès

### Strada
- 1990 (Dilettanti, quattro vittorie)

3ª tappa Vuelta y Ruta de Mexico
6ª tappa Vuelta y Ruta de Mexico
10ª tappa Vuelta y Ruta de Mexico
15ª tappa Vuelta y Ruta de Mexico
- 1991 (Dilettanti, due vittorie)

3ª tappa Corsa della Pace (Hradec Králové > Hradec Králové)
4ª tappa Corsa della Pace (Hradec Králové > Polanica-Zdrój)
- 1992 (Dilettanti, una vittoria)

Gran Premio della Liberazione
- 1995 (Navigare-Blue Storm, una vittoria)

10ª tappa Tour DuPont (North Wilkesboro > Winston-Salem)
- 1996 (Roslotto-ZG Mobili, due vittorie)

Campionati russi, Prova in linea Elite
1ª tappa Tour de Pologne (Stettino > Stettino)
- 1999 (Navigators Cycling Team, due vittorie)

5ª tappa Cascade Cycling Classic
6ª tappa Tour de Toona
- 2000 (Navigators Cycling Team, due vittorie)

1ª tappa Tour de Beauce (Lévis > Beauceville)
2ª tappa Tour de Beauce (Notre-Dame-des-Pins > Notre-Dame-des-Pins)
4ª tappa, 2ª semitappa Tour de Beauce (Saint-Georges > Saint-Georges)
- 2001 (Navigators Insurance, quattro vittorie)

2ª tappa Sea Otter Classic (Monterey)
2ª tappa Tour de Toona
4ª tappa Tour de Toona
6ª tappa Giro d'Abruzzo (Sambuceto > Villa Rosa)
- 2003 (Navigators Insurance, due vittorie)

3ª tappa Tour of Connecticut
5ª tappa, 2ª semitappa Tour de Beauce (Saint-Georges > Saint-Georges)
- 2005 (Navigators Insurance, quattro vittorie)

2ª tappa Owasco Stage Race
1ª tappa Tour of Connecticut (New Haven > New Haven)
2ª tappa Tour of Connecticut (Waterbury > Waterbury)
4ª tappa, 2ª semitappa Tour de Beauce (Québec > Québec)

#### Altri successi
- 1999 (Navigators Cycling Team)

Criterium Harriman State Park
- 2000 (Navigators Cycling Team)

Criterium Brooklyn
- 2001 (Navigators Insurance)

Criterium Brooklyn
Criterium Park Ridge
- 2002 (Navigators Insurance)

Criterium Carteret
Criterium Danbury
Criterium Maplewood
Clarendon Cup
- 2003 (Navigators Insurance)

Criterium New York City
Criterium Brooklyn
Criterium Bound Brook
American Airlines Pro-Am Challenge
Criterium Columbus
- 2005 (Navigators Insurance)

Athens Twilight Criterium
Captech Classic Richmond
- 2006 (Navigators Insurance)

Criterium New York City
Athens Twilight Criterium
Ricola Twilight Criterium

## Piazzamenti

### Grandi Giri
- Giro d'Italia

1995: non partito (17ª tappa)
1996: ritirato (18ª tappa)
1997: squalificato (19ª tappa)
- Vuelta a España

1993: ritirato (19ª tappa)
1994: ritirato (18ª tappa)

### Classiche monumento
- Milano-Sanremo

1995: 34º
1996: 117º

### Competizioni mondiali
- Campionati del mondo

Lugano 1996 - In linea Elite: ritirato
Verona 1999 - In linea Elite: ritirato
- Giochi olimpici

Atlanta 1996 - In linea: 27º